# Siniša Kelečević
Siniša Kelečević (* 10. April 1970 in Šibenik) ist ein ehemaliger kroatischer Basketballspieler.

## Laufbahn
Nach Jadran Rijeka und Šibenik spielte Kelečević ab 1990 beim KK Zadar, von 1994 bis 1996 bei Zrinjevac Zagreb und 1996 bei Dinamo Vinkovci. Der 2,08 Meter große Flügel- und Innenspieler wechselte 1996 zum Bundesliga-Aufsteiger Telekom Baskets Bonn nach Deutschland. Mit Bonn wurde er als Bundesliga-Neuling 1997 deutscher Vizemeister, der Linkshänder zählte seinerzeit beim Punkten (22,6/Spiel) und Rebounden zu den führenden Spielern der Bundesliga.
1998 verließ er Bonn, spielte 1998/99 zeitweise bei GS Peristeri in Griechenland, dann bei Pinar Karsiyaka in der Türkei. Für Pinar Karsiyaka erzielte er in 19 Spielen der Liga-Hauptrunde im Schnitt 14,6 Punkte sowie 5,4 Rebounds je Begegnung.
Kelečević ging in die Bundesliga zurück, verstärkte im Spieljahr 1999/2000 die Skyliners Frankfurt. Für Frankfurt kam er im Saisonverlauf in 33 Bundesliga-Einsätzen auf Mittelwerte von 14,9 Punkten sowie 6,9 Rebounds. Letzteres war der Mannschaftshöchstwert. Er wurde mit Frankfurt deutscher Pokalsieger. In der Saison 2000/01 spielte Kelečević wieder in Bonn, der damalige Trainer der Rheinländer, Bruno Socé, beschrieb die Stärken seines vielseitigen Landsmanns mit den Worten: „Kann alles, wenn er nur will“. Kelečević wurde mit Bonn 2001 wieder deutscher Vizemeister, er trug in 35 Bundesliga-Spielen im Schnitt 17 Punkte und 6,2 Rebounds bei.
2001/02 stand er bei Hapoel Jerusalem in Israel unter Vertrag und ging hernach nach Italien: Für Acegas Trieste kam er 2002/03 auf 16,1 Punkte je Begegnung und holte 7,6 Rebounds pro Spiel. 2003/04 stand er ebenfalls in der Serie A bei Snaidero Udinese unter Vertrag (13,8 Punkte/Spiel), 2004/05 bei Vertical Vision Cantù (6,9 Punkte/Spiel).
Ende Oktober 2005 schloss sich der Kroate wieder den Telekom Baskets Bonn an. Die Rheinländer benötigten einen Ersatz für den verletzten Milos Paravinja. Die Rückkehr zu den Rheinländern verlief unglücklich: Der mittlerweile 35 Jahre alte Kelečević kam deutlich schlechter zurecht als während seiner früheren Bonner Zeit und erzielte in sieben Bundesliga-Spielen durchschnittlich 6 Punkte je Begegnung. Am Jahresende 2005 kam es zwischen dem Kroaten und den Bonnern zur Trennung. Zum Abschluss seiner Laufbahn spielte er bei KK Borik in seinem Heimatland.
Mit Kroatiens Nationalmannschaft nahm er an der Europameisterschaft 1997 teil, mit 9,5 Punkten pro Begegnung war er fünftbester Korbschütze der Auswahl. Er bestritt insgesamt 47 Länderspiele für Kroatien.